# Nathalie Lambert
Nathalie Lambert (Montreal, 1 december 1963) is een Canadees voormalig shorttrackster en langebaanschaatsster.

## Carrière
Als langebaanschaatsster nam Lambert deel aan de WK sprint 1985 en de allroundkampioenschappen van 1985 en 1986.
Ook nam ze deel aan het wereldkampioenschap shorttrack, destijds nog een jonge sport. Ze werd derde in 1984, 1985 en 1986, tweede in 1987 en won de wereldtitel in 1991, 1993 en 1994.
Het shorttrack op de Olympische Winterspelen 1988 was nog slechts een demonstratiesport, maar in Albertville, bij het shorttrack op de Olympische Winterspelen 1992 won de Canadese damesploeg de olympische gouden medaille op de aflossing, daarnaast werd Lambert ook nog zesde op de 500 meter. Bij het shorttrack op de Olympische Winterspelen 1994 won Lambert zilver op de aflossing en op de 1000 meter.
1992: Cutrone, Daigle, Lambert, Perreault ·
1994: Chun, Kim S.-h., Kim Y.-m., Won ·
1998: An, Chun, Kim, Won ·
2002: Choi E.-k., Choi M.-k., Joo, Park ·
2006: Byun, Choi, Jeon, Jin, Kang ·
2010: Sun, Wang, Zhang, Zhou ·
2014: Cho, Kim, Kong, Park, Shim ·
2018: Choi, Kim A.-l., Kim Y.-j., Lee, Shim ·
2022: Van Kerkhof, Poutsma, Schulting, Velzeboer
1976: Celeste Chlapaty · 
1977: Brenda Webster · 
1978: Sarah Docter · 
1979: Sylvie Daigle · 
1980: Miyoshi Kato · 
1981: Miyoshi Kato · 
1982: Maryse Perreault · 
1983: Sylvie Daigle · 
1984: Mariko Kinoshita · 
1985: Eiko Shishii · 
1986: Bonnie Blair · 
1987: Eiko Shishii · 
1988: Sylvie Daigle · 
1989: Sylvie Daigle · 
1990: Sylvie Daigle · 
1991: Nathalie Lambert · 
1992: Kim So-hee · 
1993: Nathalie Lambert · 
1994: Nathalie Lambert · 
1995: Chun Lee-kyung · 
1996: Chun Lee-kyung · 
1997: Chun Lee-kyung/Yang Yang (A) · 
1998: Yang Yang (A) · 
1999: Yang Yang (A) · 
2000: Yang Yang (A) · 
2001: Yang Yang (A) · 
2002: Yang Yang (A) · 
2003: Choi Eun-kyung · 
2004: Choi Eun-kyung · 
2005: Jin Sun-yu · 
2006: Jin Sun-yu · 
2007: Jin Sun-yu · 
2008: Wang Meng · 
2009: Wang Meng · 
2010: Park Seung-hi · 
2011: Cho Ha-ri · 
2012: Li Jianrou · 
2013: Wang Meng · 
2014: Shim Suk-hee · 
2015: Choi Min-jeong · 
2016: Choi Min-jeong · 
2017: Elise Christie ·
2018: Choi Min-jeong ·
2019: Suzanne Schulting ·
2021: Suzanne Schulting ·
2022: Choi Min-jeong
- Bibliothèque nationale de France: cb16201746t (data)
- International Standard Name Identifier: 0000 0000 7854 7023
- Library of Congress Control Number: n2013052557
- Virtual International Authority File: 106644770
- WorldCat: E39PBJj8Vt78pxKCWbHC84Fh73